# 贝尼托·蒙塔托·阿里亚斯
贝尼托·蒙塔托·阿里亚斯（西班牙語：Benito Arias Montano，1527年—1598年），文艺复兴时期欧洲神学家之一。16世纪后期，他因编辑《多语种合参本圣经》而闻名于世。他在埃斯科里亚尔宫担任图书馆馆长之时还参与了讲授东方语言的活动。

## 扩展阅读
- 本条目包含来自公有领域出版物的文本: Chisholm, Hugh (编).  (第11版). London: Cambridge University Press. 1911.
- Rekers, B., Benito Arias Montano (1527–1598). Studies of the Warburg Institute, 33. London: Warburg Institute, University of London, 1972.